# HD 4208
HD 4208 là ngôi sao có một ngoại hành tinh đồng hành nằm trong chòm sao phương nam Ngọc Phu. Do có màu vàng cùng cấp sao biểu kiến là 7,78, ngôi sao này quá mờ để có thể nhìn thấy bằng mắt thường. Tuy nhiên, những dụng cụ như ống nhòm hoặc một kính viễn vọng nhỏ có thể giúp quan sát được dễ dàng. Ngôi sao này nằm cách Mặt Trời 111,6 năm ánh sáng dựa trên thị sai, và đang trôi dần ra xa với vận tốc xuyên tâm là +57 km/s.
HD 4208 được đặt tên là Cocibolca. Tên gọi này được lựa chọn thông qua chiến dịch NameExoWorlds bởi Nicaragua nhân dịp kỷ niệm 100 năm thành lập IAU. Cocibolca là tên tiếng Nahuatl của hồ Nicaragua.
Đây là một sao dãy chính loại G với phân loại sao là G7V Fe-1 CH-0.5, trong đó ký hiệu hậu tố biểu thị sự thiếu hụt sắt và carbyne trong quang phổ. Ngôi sao này có độ tuổi vào khoảng 6,6 tỷ năm và đang tự quay với tốc độ 4,4 km/s. HD 4208 có khối lượng và bán kính bằng 86% Mặt Trời, và đang bức xạ bằng 71% độ sáng Mặt Trời từ quang cầu ở nhiệt độ hiệu dụng là 5.717 K.
| Mặt Trời | HD 4208 |
| -------- | ------- |
| Mặt Trời | HD 4208 |

## Hệ hành tinh
Năm 2021, một hành tinh đã được phát hiện quay quanh ngôi sao này nhờ phương pháp vận tốc xuyên tâm. Thiên thể này chuyển động cách sao chủ 1,66 AU với chu kỳ dài 2,28 năm, ngoài ra hành tinh này có độ lệch tâm thấp, vào khoảng 0,042. Do nằm gần với vùng ở được của sao chủ, nó có thể gây hiệu ứng nhiễu loạn nghiêm trọng cho bất kỳ hành tinh cỡ Trái Đất nào chuyển động trong khu vực đó.
| Thiên thể đồng hành (thứ tự từ ngôi sao ra) | Khối lượng              | Bán trục lớn (AU) | Chu kỳ quỹ đạo (ngày) | Độ lệch tâm        | Độ nghiêng | Bán kính |
| ------------------------------------------- | ----------------------- | ----------------- | --------------------- | ------------------ | ---------- | -------- |
| b / Xolotlan                                | ≥ 0,810+0,014 −0,015 MJ | 1,662±0,015       | 832,97+2,15 −1,89     | 0,042+0,039 −0,029 | —          | —        |